# Iolana cappadocia
Iolana cappadocia är en fjärilsart som beskrevs av Betti 1977. Iolana cappadocia ingår i släktet Iolana och familjen juvelvingar. Inga underarter finns listade i Catalogue of Life.